# Freden i Saint-Germain (1679)
Freden i Saint-Germain, som slöts mellan Frankrike, Sverige och Brandenburg den 29 juni 1679 i Saint-Germain-en-Laye, avslutade fientligheterna mellan Sverige och Brandenburg under Skånska kriget. Det var den fjärde freden i en serie som avslutade det krig på Frankrikes sida som Sverige drogs in i 1674. Trots sina segrar över svenskarna måste kurfursten Fredrik Vilhelm av Brandenburg avträda Vorpommern till Sverige, då hans allierade Nederländerna och kejserliga hovet lämnade honom, tillsammans med Danmark, i sticket mot det övermäktiga Frankrike. 
Besviken över detta utfall slöt sig Fredrik Vilhelm närmare Frankrike. Han förpliktade sig i ett hemligt och slutet avtal den 26 oktober samma år att ge Ludvig XIV av Frankrike sin röst vid ett kejsarval till den tysk-romerska kejsartiteln. Brandenburg bekräftade avtalet från freden i Nijmegen. I fredsfördraget erhöll kurfurstendömet en liten landremsa öster om Oder med orterna Kammin, Greifenhagen och Bahn. Misslyckandet med att erövra de vorpommerska hamnstäderna Stralsund och Stettin samt ön Rügen var smärtsamt, eftersom Brandenburgs planer på ett ökat deltagande i sjöhandeln förhindrades av den ogynnsamma tillgången till Östersjön.

## Bakgrund
År 1672 drogs Sverige in i den europeiska storpolitiken och ingick ett förbund med Frankrike mot Nederländerna. Sveriges åtagande var att ingripa mot de tyska furstar som skulle stödja Nederländerna vid ett franskt angrepp. I utbyte erhöll Sverige ekonomiskt stöd, samt att Frankrike lovade att inte stödja Danmark vid ett anfall mot Sverige. Efter franska påtryckningar drogs Sverige in i krig mot Brandenburg 1674 och led i juli 1675 ett prestigemässigt nederlag i slaget vid Fehrbellin. Efter detta befann sig Sverige snart i krig med Brandenburg, tysk-romerske kejsaren, Nederländerna, Danmark, Spanien, furstarna av Lüneburg och furstbiskopen av Münster. Kriget i Nordtyskland gick dåligt för Sverige och de flesta besittningarna i Pommern föll. Mot Danmark pågick det Skånska kriget, vilket gick bättre för Sverige som där lyckades försvara sig.

## Förhandlingar
Brandenburgs mål i förhandlingarna var att vinna Svenska Pommern. Frankrike satte press på Brandenburg genom militära aktioner och ställde i utsikt att Brandenburg enbart skulle få den landremsa öster om Oder, som Sverige erhållit i Stettin 1653, men ingen ytterligare svensk mark. Brandenburg prutade på sina krav, men till slut hotade Frankrike att förklara att Brandenburgs agerande skulle betraktas som ett brytande av förhandlingarna. Brandenburgs förhandlare gav sig och fred kunde slutas.
De svenska ombuden hölls helt utanför förhandlingarna, liksom vid freden i Celle.

## Villkor
- Brandenburg återlämnade alla områden de ockuperat och som Sverige innehade enligt den westfaliska freden
- Brandenburg behöll det område öster om Oder Sverige erhållit enligt fördraget i Stettin 1653. Brandenburg fick dock inte bygga fästningar inom området.
- Sverige avstod från tullar i Stettin, Damm och Gollnow
- Sverige betalade 50 000 riksdaler till Brandenburg. Staden Gollnow lämnades i pant.
- Frankrike behöll städerna Wesel och Lippstadt som säkerhet för att Brandenburg skulle fullgöra sina åtaganden i fredsavtalet
- Frankrike betalade 300 000 riksdaler till Brandenburg